# Guam i olympiska sommarspelen 1992
Guam deltog i de olympiska sommarspelen 1992 med en trupp bestående av tre deltagare, men ingen av landets deltagare erövrade någon medalj.

## Bågskytte
Herrarnas individuella
- Luis Cabral
  - Rankningsrunda — 72:a plats (0-0)

## Cykling
Damernas linjelopp
- Margaret Bean
  - Final — 2:29:22 (→ 52:a plats)

## Friidrott
Herrarnas 400 meter häck
- Richard Bentley
  - Heat — 57,04 (→ gick inte vidare)

Damernas maraton
- Jen Allred — 3:14,45 (→ 36:e plats)

## Segling
Herrarnas lechner
- Jan Iriarte
  - Slutligt resultat — 405,0 poäng (→ 41:a plats)

Damernas lechner
- Linda Yeomans
  - Slutligt resultat — 270,0 poäng (→ 24:e plats)